# تفاف محب للماء
التفاف المحب للماء (باللاتينية: Sonchus hydrophilus) يتشابه كثيراً مع أنواع التفاف الأخرى وهو يلاحظ قرب الأنهار وفي الأراضي الطينية الجيدة وهو يعتبر نبات معمر ويتحمل الظروف الصعبة وهو من الفصيلة النجمية
1. ↑  مذكور في: فهرس أسماء النباتات الأسترالية. لغة العمل أو لغة الاسم: الإنجليزية.